# Chevroux (Zwitserland)
Chevroux is een gemeente en plaats in het Zwitserse kanton Vaud en maakt sinds 1 januari 2008 deel uit van het district Broye-Vully. Voor 2008 maakte de gemeente deel uit van het toenmalige district Payerne.
Chevroux telt 395 inwoners.